# 太村镇
太村镇，是中华人民共和国陕西省咸陽市旬邑县下辖的一个乡镇级行政单位。

## 行政区划
太村镇下辖以下地区：
太村、军村杨家村、张家村、军村刘家村、安家村、店里村、扬坪村、店头村、杜家村、文家村、罗家咀村、坳桥村、白虎玉村、屯庄村、东堡子村、赵村、杏坡村、野鸡红村、南宫村、赵家村、琅琊洼村、唐家村、赤道村、义井村、九里红村、富村、均村、胡家村和魏洛村。